# Nicola Walker
Nicola Walker (Stepney, Londres; 15 de mayo de 1970) es una actriz británica, conocida por sus interpretaciones en la televisión durante la década de 1990, especialmente en la serie de espionaje Spooks, donde interpretó a Ruth Evershed.

## Biografía
Nicola está casada con el actor Barnaby Kay. En el 2006 Nicola tuvo que dejar su papel en la serie Spooks, al dar a luz a su primer hijo, Harry Kay.

## Carrera
Además de haber trabajado en la televisión, también ha participado en cine, radio y teatro. Walker estudió en la Universidad de Cambridge.
Comenzó su carrera con el Cambridge Footlights, mientras que estudiaba en la universidad. Su primer gran papel en la televisión fue en 1997 donde dio vida a Suzy Travis una maestra de inglés, en la serie de Steven Moffat, Chalk. También apareció como personaje invitado en las series Dalziel y Pascoe, Jonathan Creek y en Broken News.
Tuvo un papel pequeño en la película Four Weddings and a Funeral en 1994 donde interpretó a una irritante cantante de folk, que canta "Can't Smile Without You" en la primera boda.
Obtuvo el papel principal de la serie Touching Evil  en 1997, como la DI Susan Taylor, donde trabajó junto al actor Robson Green. También pareció en sus dos secuelas Touching Evil II y Touching Evil III entre 1998 y 1999. En 1999, tomó el papel principal en la serie posapocalíptica The Last Train, escrita por Matthew Graham, quien en el futuro escribiría Spooks.
En el 2004 participó en la adaptación de Thunderbirds en el 2007 apareció en la adaptación de Oliver Twist.
En el 2008 aparece en Gethsemane, una nueva obra de David Hare, en el Teatro National.
En el 2003, se unió al elenco de la serie de espionaje Spooks desde la segunda temporada hasta la quinta, donde interpreta a la excéntrica analista de inteligencia Ruth Evershed, quien llega al MI5 después de ser transferida de la sede del gobierno de comunicaciones 'GCHQ'. Durante la quinta temporada Nicola anunció que estaba embarazada de su primer hijo y que se retiraría. En el 2009, Nicola regresó a la serie, Su última aparición fue en el último episodio de la serie el 23 de octubre de 2011 después de que su personaje fuera asesinado mientras trataba de proteger a Harry.
En el 2010 interpretó a Linda Shand, la asediada esposa de un asesino en la serie de suspenso y crimen Luther. Ese mismo año interpretó a la asistente social Wendy, en un episodio de la serie Being Human.
En el 2012 apareció en la serie de cuatro episodios Inside Men donde interpretó a Kirsty Coniston, la esposa de John Coniston (Steven Mackintosh). Ese mismo año apareció como invitada en las series New Tricks donde interpretó a Helen Hadley y en A Mother Son donde interpretó a la detective Sue Upton. También se unió al elenco de la comedia romántica Last Tango in Halifax donde interpretó a Gillian la hija de Alan Buttershaw (Derek Jacobi).
En el 2013 interpretó a la detective inspectora Jo Fontaine en la serie Prisoners Wives, ese mismo año interpretará a Justine en la serie Heading Out.
En  2017 se unió al elenco de la nueva serie Collateral donde interpretó Jane Oliver, una compasiva vicaria que lucha por ocultar su relación con el único testigo de un crimen.
El 28 de junio del mismo año se anunció que Nicola se había unido al elenco de la serie The Split donde da vida a la abogada Hannah.

## Filmografía

### Series de televisión
| Año                      | Serie                        | Personaje                           | Notas                                                         |
| ------------------------ | ---------------------------- | ----------------------------------- | ------------------------------------------------------------- |
| 2018 - presente          | Collateral                   | Jane Oliver                         | 4 episodios - miniserie                                       |
| 2017 - presente          | The Split                    | Hannah                              | -                                                             |
| 2015 - presente          | Unforgotten                  | Det. Insp. Cassie Stuart            | 18 episodios                                                  |
| 2012 - presente          | Last Tango in Halifax        | Gillian                             | 20 episodios                                                  |
| 2015                     | River                        | Det. Sgt. Jackie "Stevie" Stevenson | 6 episodios                                                   |
| 2014                     | Babylon                      | Sharon                              | 7 episodios - miniserie                                       |
| 2013                     | Scott & Bailey               | Helen                               | 4 episodios                                                   |
| 2013                     | Prisoners Wives              | Det. Jo Fontaine                    | 4 episodios                                                   |
| 2013                     | Heading Out                  | Justine                             | 6 episodios                                                   |
| 2012                     | A Mother's Son               | Sue Upton                           | 2 episodios                                                   |
| 2012                     | New Tricks                   | Helen Hadley                        | episodio "Old School Ties"                                    |
| 2012                     | Inside Men                   | Kirsty Coniston                     | 4 episodios                                                   |
| 2003 - 2006, 2009 - 2011 | Spooks                       | Ruth Evershed                       | 57 episodios                                                  |
| 2011                     | Being Human                  | Wendy                               | episodio "The Longest Day"                                    |
| 2010                     | Law & Order: UK              | Daniela Renzo                       | episodio "I D"                                                |
| 2010                     | Luther                       | Linda Shand                         | episodio #1.4                                                 |
| 2007                     | Torn                         | Joanna Taylor                       | 3 episodios - miniserie                                       |
| 2007                     | Oliver Twist                 | Sally                               | -                                                             |
| 2005                     | Broken News                  | Katie Willard                       | 3 episodios: "Half Way There Day", "Crime" y "Missing Island" |
| 2004                     | Red Cap                      | Maj. Rebecca Garton                 | episodio "Fighting Fit" - junto a Tamzin Outhwaite            |
| 2001                     | People Like Us               | Helen Meredith                      | episodio "The Journalist"                                     |
| 2000                     | Dalziel and Pascoe           | Abbie Hallingsworth                 | episodio "A Sweeter Lazarus"                                  |
| 1999                     | Touching Evil III            | D.I. Susan Taylor                   | 5 episodios                                                   |
| 1999                     | The Last Train               | Harriet Ambrose                     | 3 episodios                                                   |
| 1998                     | Touching Evil II             | D.I. Susan Taylor                   | junto a Robson Green                                          |
| 1999                     | Jonathan Creek               | W.P.C. Fay Radnor                   | episodio "Mother Redcap"                                      |
| 1997                     | Touching Evil                | D. I. Susan Taylor                  | episodio # 1.5                                                |
| 1997                     | Chalk                        | Suzy Travis                         | 12 episodios                                                  |
| 1997                     | A Dance to the Music of Time | Gypsy Jones                         | episodio "Part One"                                           |
| 1997                     | Pie in the Sky               | Carol                               | episodio "In the Smoke"                                       |

### Películas
| Año  | Programa                                      | Personaje         | Notas                                                                                            |
| ---- | --------------------------------------------- | ----------------- | ------------------------------------------------------------------------------------------------ |
| 2009 | The Turn of the Screw                         | Carla             | junto a Michelle Dockery, Corin Redgrave, Edward MacLiam y Cameron Stewart                       |
| 2005 | Shooting Dogs                                 | Rachel            | junto a John Hurt y Hugh Dancy                                                                   |
| 2004 | Thunderbirds                                  | Madre de Panhead  | junto a Sophia Myles y Bill Paxton                                                               |
| 2000 | Shiner                                        | Det. Sgt. Garland | junto a Michael Caine, Martin Landau, Frank Harper, Andy Serkis, David Kennedy y Kenneth Cranham |
| 1997 | Cows                                          | Shirley Johnson   | junto a Pam Ferris y Jonathan Cake                                                               |
| 1999 | The Fortunes and Misfortunes of Moll Flanders | Lucy Diver        | junto a Diana Rigg                                                                               |
| 1994 | Faith                                         | Sally Grace       | junto a John Hannah                                                                              |
| 1994 | Cuatro bodas y un funeral                     | Mujer             |                                                                                                  |
| 1994 | Milner                                        | Colette Brustein  | junto a John Hannah                                                                              |

### Videojuegos
| Año  | Título                                       | Personaje           | Notas                           |
| ---- | -------------------------------------------- | ------------------- | ------------------------------- |
| 2011 | Wiedzmin 2: Zabójcy królów (versión inglesa) | Sile de Tansarville | prestó su voz para el personaje |

### Directora
| Año  | Título             | Notas     |
| ---- | ------------------ | --------- |
| 2008 | Frankie and Bessie | directora |

### Teatro
| Año  | Obra                                              | Personaje     | Director (a)     | Teatro            | Notas                                                 |
| ---- | ------------------------------------------------- | ------------- | ---------------- | ----------------- | ----------------------------------------------------- |
| 2016 | A View From A Bridge                              | Beatrice      | Ivo van Hove     | National Theatre  | junto a Mark Strong, Phoebe Fox y Pádraig Lynch       |
| 2012 | The Curious Incident Of The Dog In The Night-Time | -             | Marianne Elliott | National Theatre  | junto a Matthew Barker, Niamh Cusack y Luke Treadaway |
| 2011 | Di, Viv, and Rose                                 | Viv           | -                | Hampstead Theatre | -                                                     |
| 2010 | Season's Greetings                                | Rachel        | -                | Lyttleton Theatre | -                                                     |
| 2009 | Mrs. Klein                                        | Paula         | Clare Higgins    | Almeida Theatre   | -                                                     |
| 2008 | Gethsemane                                        | Lori Drysdale | David Hare       | National Theatre  | -                                                     |
| 2007 | Cloud Nine                                        | Betty         | Thea Sharrock    | Almeida Theatre   | junto a James Fleet, Bo Poraj y Tobias Menzies        |